# Костюк Сергій Володимирович
Сергі́й Володи́мирович Костю́к (нар. 5 березня 1986, Харків) — український футболіст, півзахисник.

## Життєпис
Улітку 2016 року став гравцем грузинського клубу «Імереті», але вже наприкінці того ж року залишив команду.